# Tuxedo Brass Band
A Tuxedo Brass Band (olykor Original Tuxedo Brass Bandnek nevezve), az 1910-20-as években New Orleans egyik legelismertebb fúvósszenekara volt.

## Pályakép
A zenekart Papa Celestin (Oscar Phillip Celestin) trombitás vezette. A Tuxedo zenekarban sok neves dzsesszzenész játszott. A csoport soha nem vett fel lemezeket, de az Original Tuxedo Jazz Band − egy táncegyüttes − ugyanazokat a zenészeket alkalmazta, és velük 1920-as évek közepén készített felvételeket.
A legtöbb ilyen New Orleans-i fúvószenekar tagjai ebben a korszakban három trombitával vagy kornettal, két harsonával, egy vagy két klarinéttal, altkürttel, baritonkürttel, basszuskürttel, pergődobbal és basszusdobbal erendelkeztek. A vezető szerepet játszó Papa Celestin Manuel Perez kornettes variációit és King Oliver dögös, bluesos dallamait játszották. A Tuxedo Brass Bandet kiváló zenekarként emlegették.
A gyakran változó összetételű zenekarban játszott Louis Armstrong, Peter Bocage, Mutt Carey, Louis Dumaine, Eddie Atkins, Harrison Barnes, Sunny Henry, Jim Robinson, John Casimir, Johnny Dodds, Jimmie Noone, Sweet Emma Barrett, Alphonse Picou, George Guesnon, Isidore Barbarin, Louis Keppard, Freddie Keppard, Chinee Foster, Benny Williams és Zutty Singleton.
Egy fiatalabb zenészekből álló együttes megalakította a jelenleg is működő Young Tuxedo Brass Bandet. 

## Zenészek
- Richard Alexis: kornett
- Oliver Alcorn: klarinét, tenorszakofon
- Paul Barnes: klarinét, altszaxofon
- Papa Celestin: kornett
- Abby Foster: Drums, ének
- Josiah Frazier: dob, ének
- Charles Gills: ének
- Clarence Hall: klarinét, altszaxofon
- Ferdinand Joesph: ének
- Kid Shots Madison: kornett
- Manuel Manetta: zongora
- John Marrero: bendzsó
- William Matthews: harsona
- Simon Marrero: bőgő
- George McCullum: kornett
- Earl Pierson: tenorszakofon
- William Ridgley: harsona
- August Rousseau: harsona
- Jeanette Salvant: zongora
- Willard Thomy: klarinét, altszaxofon

## Lemezek
- As You Like It
- Black Rag
- Careless Love
- Dear Almanzoer
- Give Me Some More
- I’m Satisfied You Love Me
- It’s Jam Up
- Just For You Dear, I’m Crying
- My Josephine
- Original Tuxedo Rag
- Papa’s Got The Jim-Jims
- Station Calls
- Ta Ta Daddy
- The Sweetheart Of T.K.O.
- When I’m With You